# 汤姆·凯利 (篮球员)
托马斯·爱德华·凯利（英語：Thomas Edward Kelly，1924年3月5日—2008年3月20日），美国NBA联盟前职业篮球运动员。
於1948-49球季代表波士頓塞爾特人出場29次。
之後凯利轉為在紐約市，長島，威斯特徹斯特縣銷售通風和空調生意。
2008年3月20日凱利在加利福尼亞州聖巴巴拉去世。

## 图集

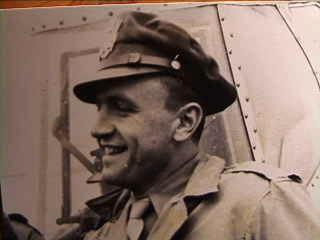
二战时的汤姆·凯利
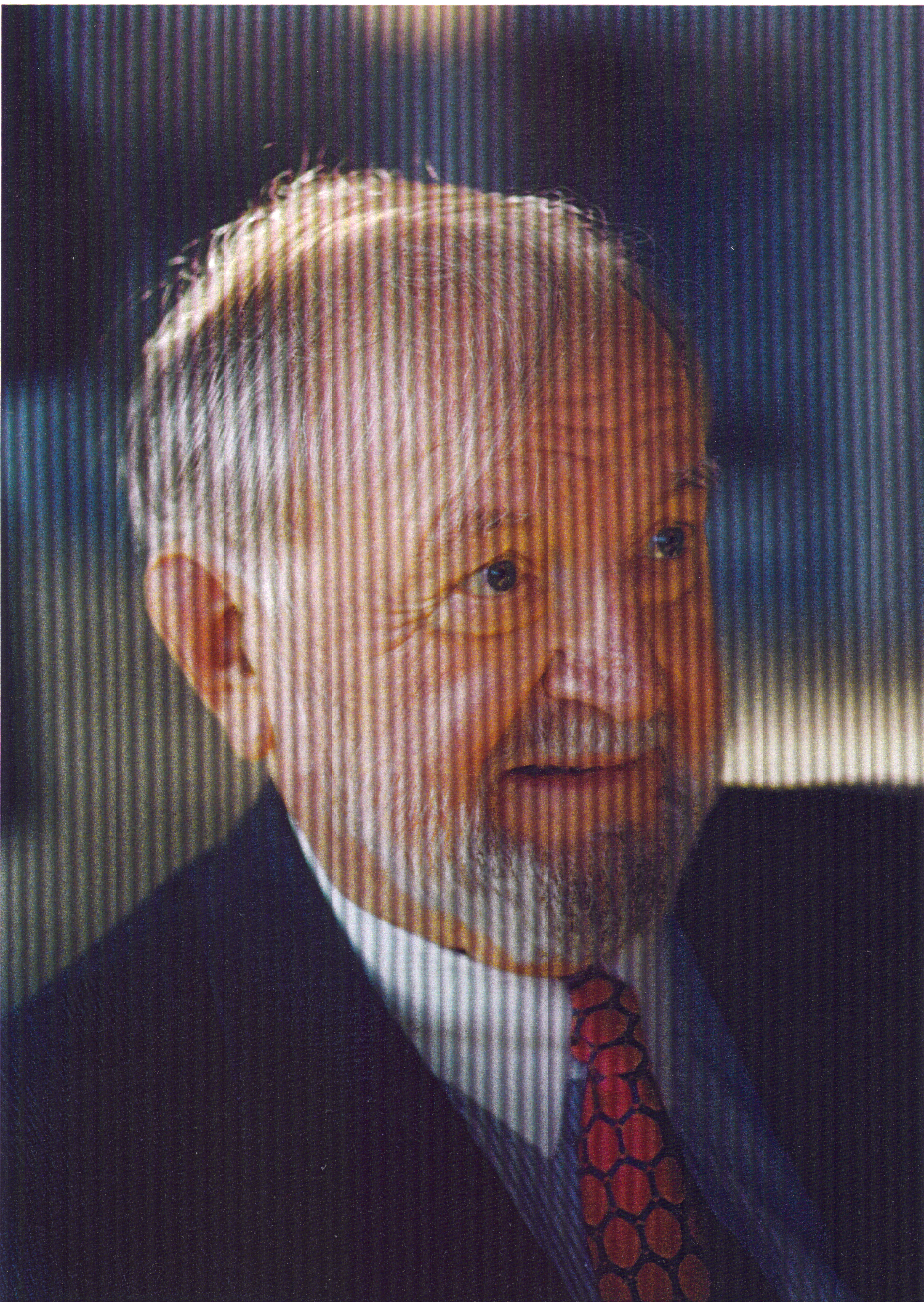
2004年时的汤姆·凯利